# Fuente el Sol
Fuente el Sol è un comune spagnolo di 238 abitanti situato nella comunità autonoma di Castiglia e León.